# Al-Shabab Football Club (féminines)
Ne doit pas être confondu avec Al-Shabab Football Club ou Shabab Al-Ordon Club (féminines).
Maillots
La section féminine d'Al-Shabab est un club féminin de football saoudien basé à Riyad.

## Histoire

### Al-Asefa
Al-Asefa, basé à Djeddah, participe à la première édition du championnat féminin saoudien en 2021-2022. Après avoir terminé deuxième du championnat régional, le club est éliminé en quarts de finale 2-1 par Al-Mamlaka, le futur champion.
En octobre 2022, le club d'Al-Shabab annonce qu'il rachète les droits d'Al-Asefa pour en faire sa section féminine et participer au championnat 2022-2023.

### Al-Yamamah
En 2021-2022, Al-Yamamah remporte le tournoi régional de Riyad, emmené par Al-Bandari Mobarak et la gardienne syrienne Safa Fadda,, puis atteint la troisième place du championnat national. La saison suivante, le club termine quatrième. Au printemps 2023, Al-Shabab absorbe Al-Yamamah.

### Al-Shabab
Al-Shabab recrute la Nigériane Rita Chikwelu et la Vénézuélienne Oriana Altuve au mercato estival 2023.
Le club atteint la finale de la première édition féminine de la coupe d'Arabie saoudite en mars 2024 mais perd 3-2 contre Al-Ahli.
En août 2024, le club recrute l'ancienne internationale française Kheira Hamraoui. En octobre, la Nigériane Chinonyerem Macleans rejoint le club.

## Rivalités
Le club dispute le derby de Riyad face à Al-Nassr.